# Earl of Caledon

Wappen der Earls of Caledon

Earl of Caledon, in the County of Tyrone, ist ein erblicher britischer Adelstitel in der Peerage of Ireland.
Der Titel ist nach dem Familiensitz der Earls, Caledon House bei Caledon im nordirischen County Tyrone, benannt.

## Verleihung und nachgeordnete Titel
Der Titel wurde am 29. Dezember 1800 dem irischen Grundbesitzer, Kaufmann und Politiker James Alexander, 1. Viscount Caledon, verliehen, der im Dienst der Britischen Ostindien-Kompanie ein Vermögen als Gewürzimporteur gemacht und 1776 das Gut Caledon erworben hatte. Er war bereits in der Peerage of Ireland am 6. Juni 1790 zum Baron Caledon, of Caledon in the County of Tyrone, und am 23. November 1797 zum Viscount Caledon, of Caledon in the County of Tyrone, erhoben worden. Der älteste Sohn des jeweiligen Earls führt als Heir apparent den Höflichkeitstitel Viscount Alexander.
Heutiger Inhaber der Titel ist sein Nachfahre Nicholas Alexander als 7. Earl.

## Liste der Earls of Caledon (1800)

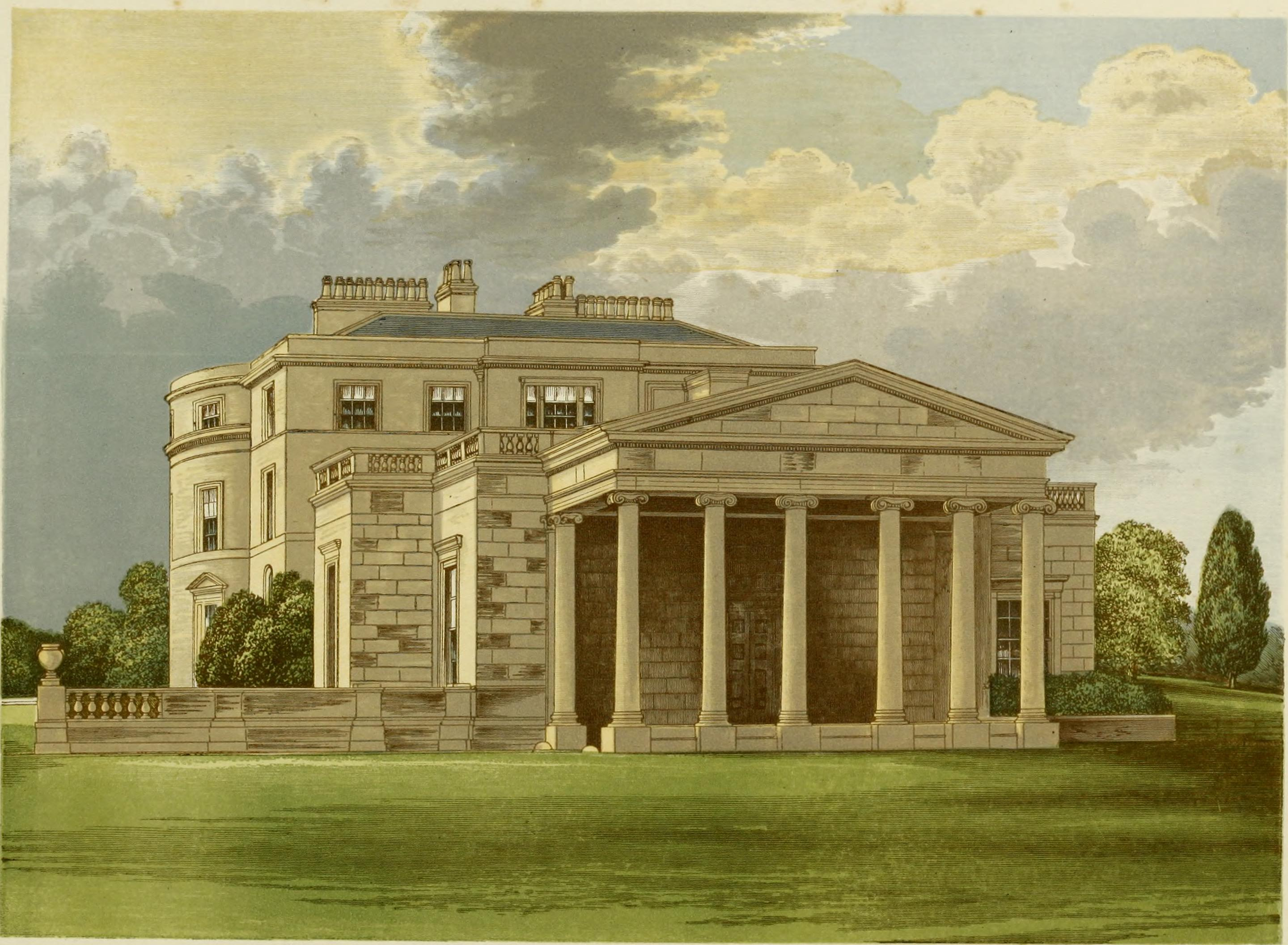
Caledon House, Nordirland

- James Alexander, 1. Earl of Caledon (1730–1802)
- Du Pre Alexander, 2. Earl of Caledon (1777–1839)
- James Alexander, 3. Earl of Caledon (1812–1855)
- James Alexander, 4. Earl of Caledon (1846–1898)
- Eric Alexander, 5. Earl of Caledon (1885–1968)
- Denis Alexander, 6. Earl of Caledon (1920–1980)
- Nicholas Alexander, 7. Earl of Caledon (* 1955)

Voraussichtlicher Titelerbe (Heir apparent) ist der Sohn des aktuellen Titelinhabers Frederick Alexander, Viscount Alexander (* 1990).

## Angehörige der Familie
Herbrand Charles Alexander und Feldmarschall Harold Alexander waren die jüngeren Brüder von Eric Alexander, dem 5. Earl of Caledon. Da dieser kinderlos starb, wurde Herbrands Sohn Denis Alexander der 6. Earl of Caledon. Harold wurde als Drittgeborner zwar nicht Earl of Caledon, erlangte aber für seine Erfolge im Zweiten Weltkrieg den Titel des Earl Alexander of Tunis.